# Hitzeschockproteine
Hitzeschockproteine (englisch Heat Shock Protein, HSP) sind Proteine, die anderen Proteinen bei der Faltung oder bei der Erhaltung ihrer Sekundärstruktur unter Extrembedingungen helfen. Sie werden in erhöhtem Maße gebildet, nachdem Zellen Hitze oder anderen Arten von belastenden Umwelteinflüssen wie Ultraviolettstrahlung, Schwermetallen oder Ethanol ausgesetzt wurden. In diesen Situationen zellulären Stresses stabilisieren Hitzeschockproteine zelluläre Proteine, um sie vor Denaturierung zu schützen oder beschleunigen den Abbau nicht mehr funktionsfähiger Proteine über das Proteasom.
In physiologisch normalen Situationen spielen die allgegenwärtigen Hitzeschockproteine eine wichtigere Rolle als Chaperone, die an der korrekten Faltung und Reifung von Proteinen beteiligt sind. Diese nicht stressinduzierten Hitzeschockproteine werden auch Hsc genannt (für heat shock cognates, englisch cognate ‚verwandt‘). Hitzeschockproteine werden nach ihrer Molekülmasse unterteilt in die Familien der kleinen Hitzeschockproteine (z. B. Hsp27 mit einer Masse von 27 kDa), Hsp40, Hsp60 (Chaperonine) sowie die Hsp70-/Hsp90-Hitzeschockproteine. Die verschiedenen Hitzeschockproteinfamilien sind untereinander sowohl von Funktion als auch von ihrer Struktur oder Genetik her nicht verwandt, innerhalb einer Familie gibt es aber signifikante Homologien. Auch zwischen verschiedenen Organismen können sie funktionell unterschiedlich sein.
Der Begriff Thermosom wurde ursprünglich geprägt, um das Chaperonin aus 
Pyrodictium occultum zu bezeichnen, wo es erstmals entdeckt wurde, wird aber heute als Oberbegriff für alle Archaeen-Chaperonine verwendet.